# Geel zonneroosje
Het geel zonneroosje of gestippeld zonneroosje (Helianthemum nummularium) is een groenblijvende, liggende of opgaande struik uit de zonneroosjesfamilie (Cistaceae). In Nederland komt de plant voor in Zuid-Limburg. De soort staat op de Rode lijst van planten als zeer zeldzaam en stabiel of iets toegenomen. Het aantal chromosomen is 2n = 20.
De plant wordt 10–40 cm hoog en heeft tegenoverstaande, behaarde bladeren. Deze zijn elliptisch tot lijnlancetvormig en dragen alle steunblaadjes.
Het geel zonneroosje bloeit van mei tot september met goudgele bloemen, die in een tros zitten. De bloemen zijn alleen geopend als de zon schijnt en de temperatuur boven de 20 °C is.
De vrucht is een driekleppige, 5 mm lange en 3,75 mm brede doosvrucht, die veel zaden bevat.

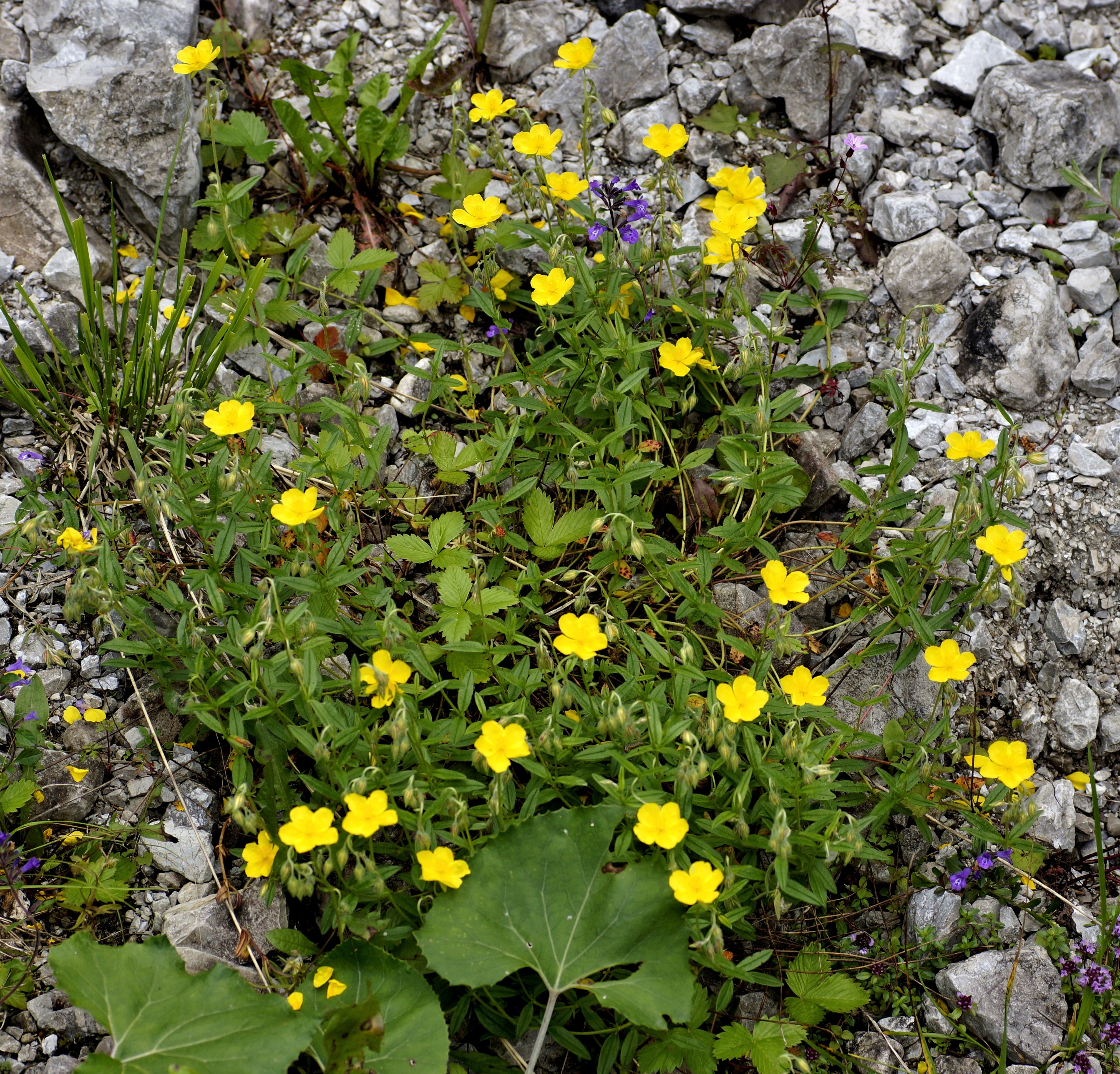
Plant
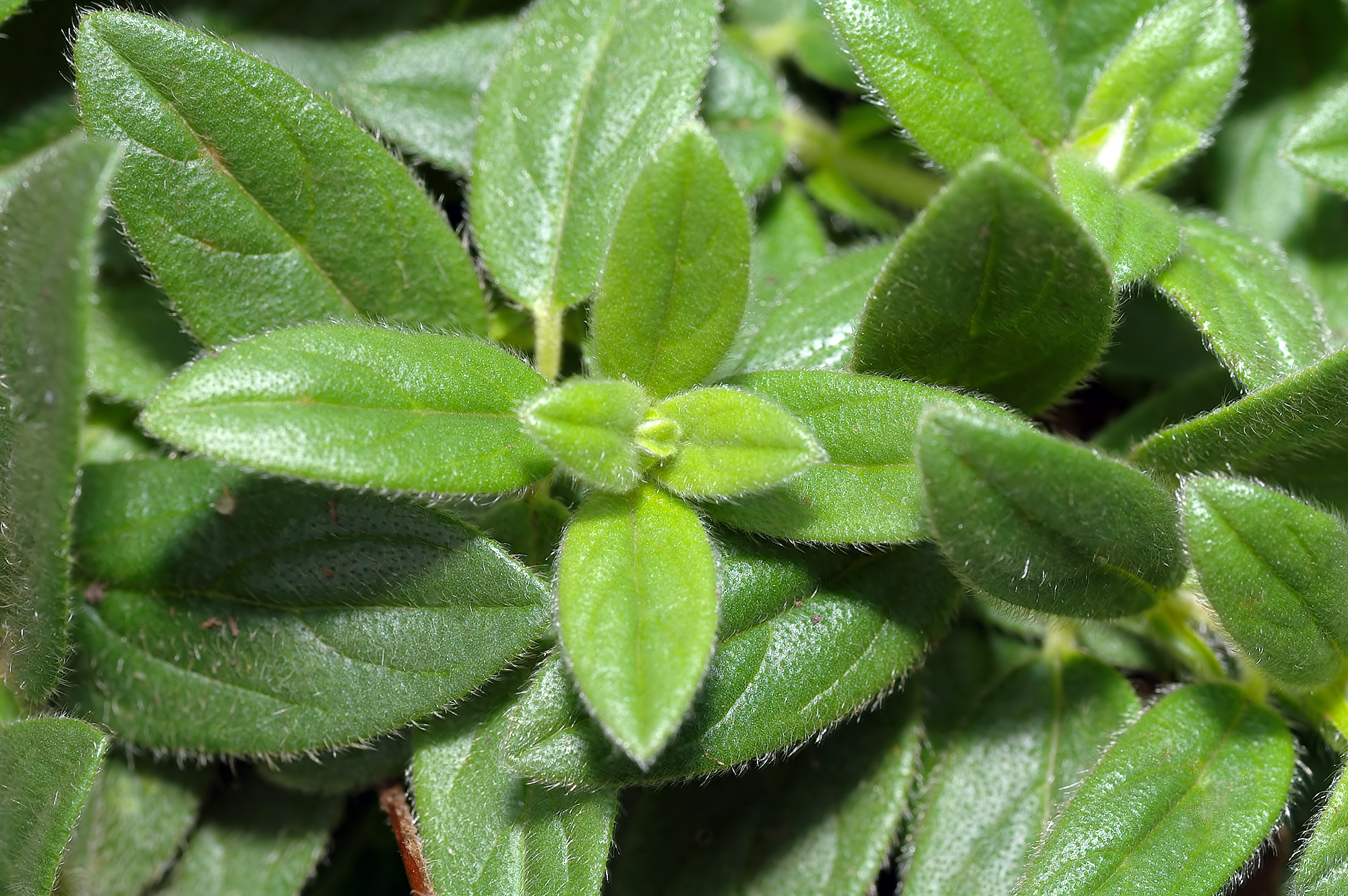
Bladeren
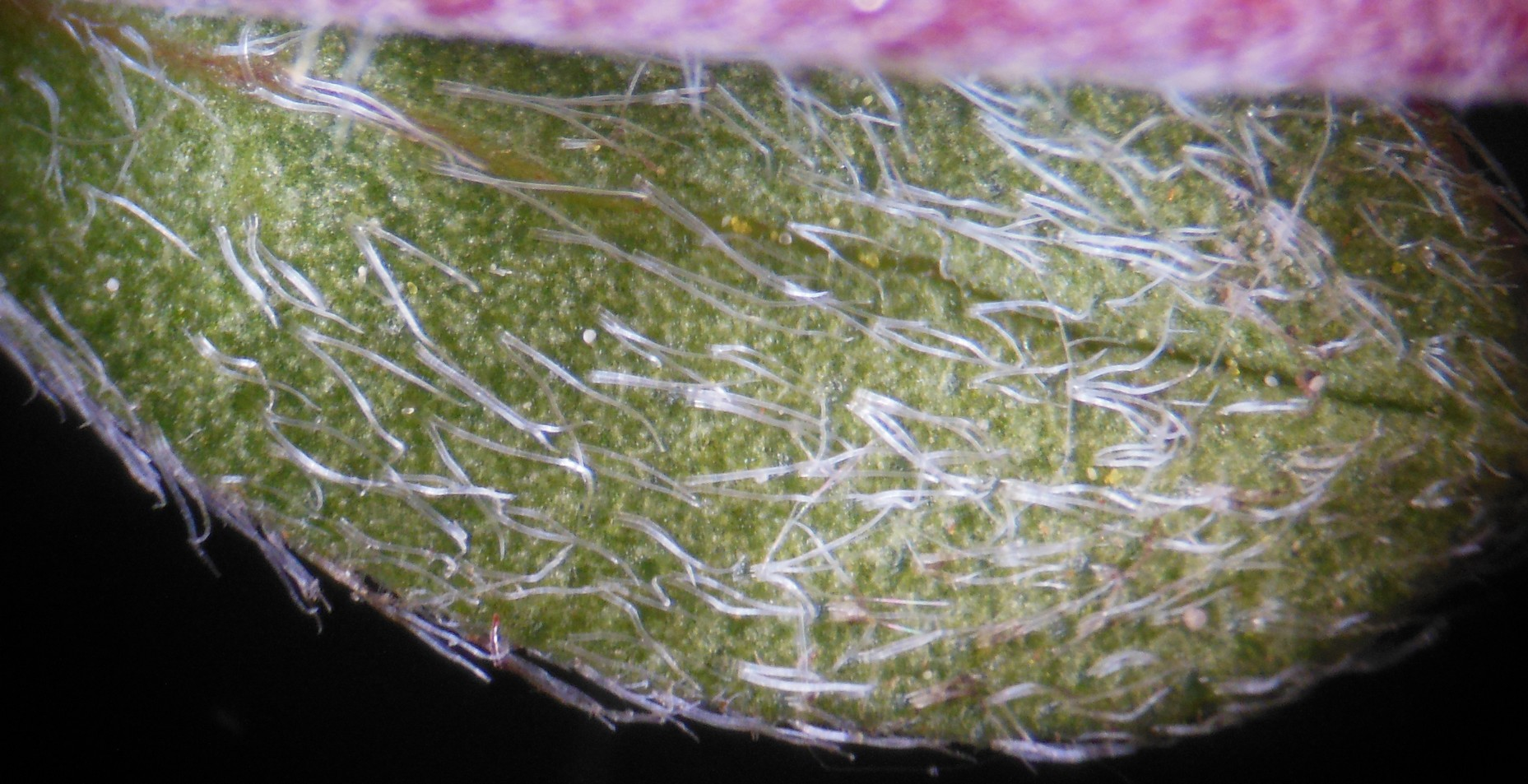
Bladharen
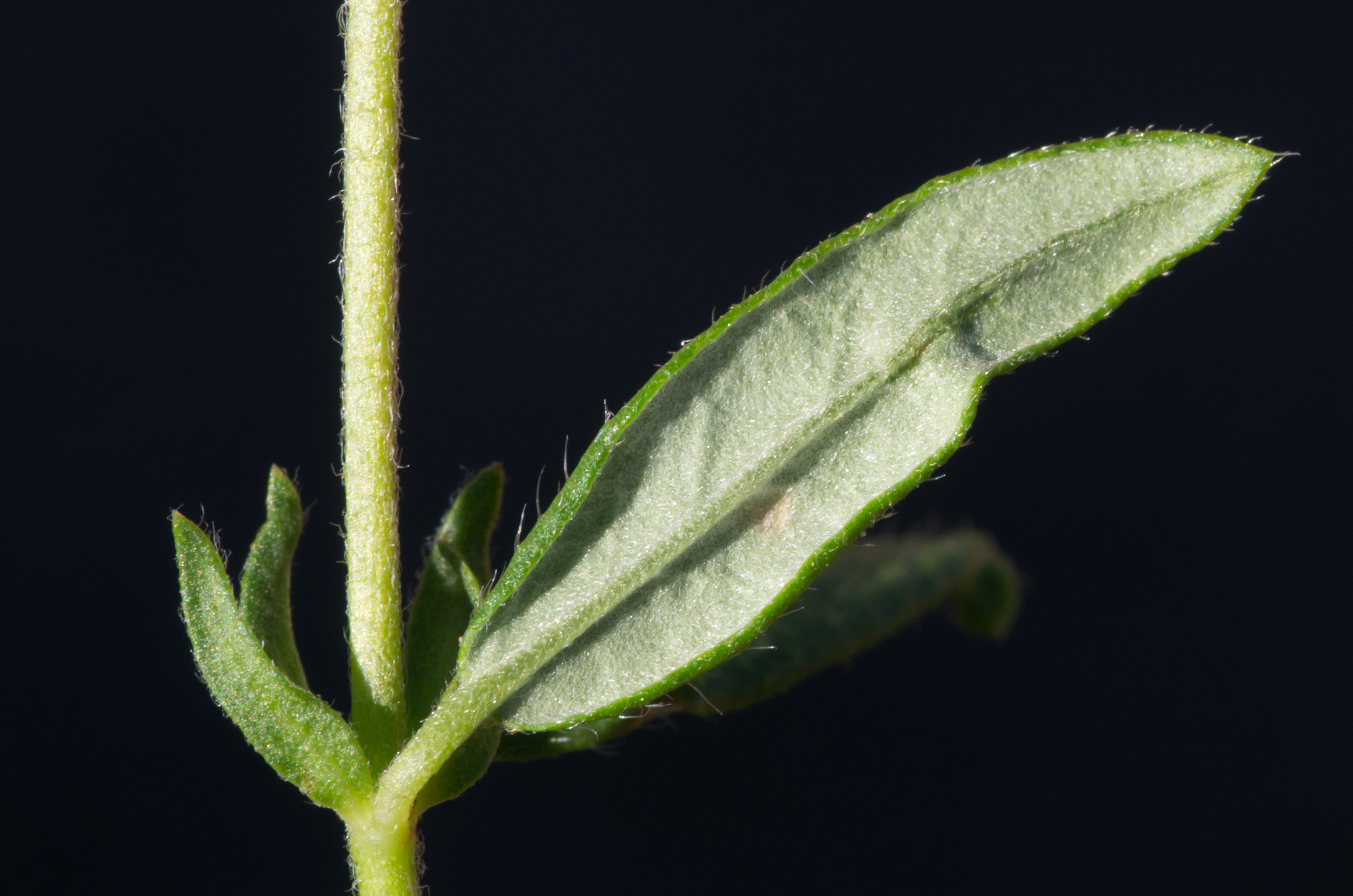
Achterkant blad
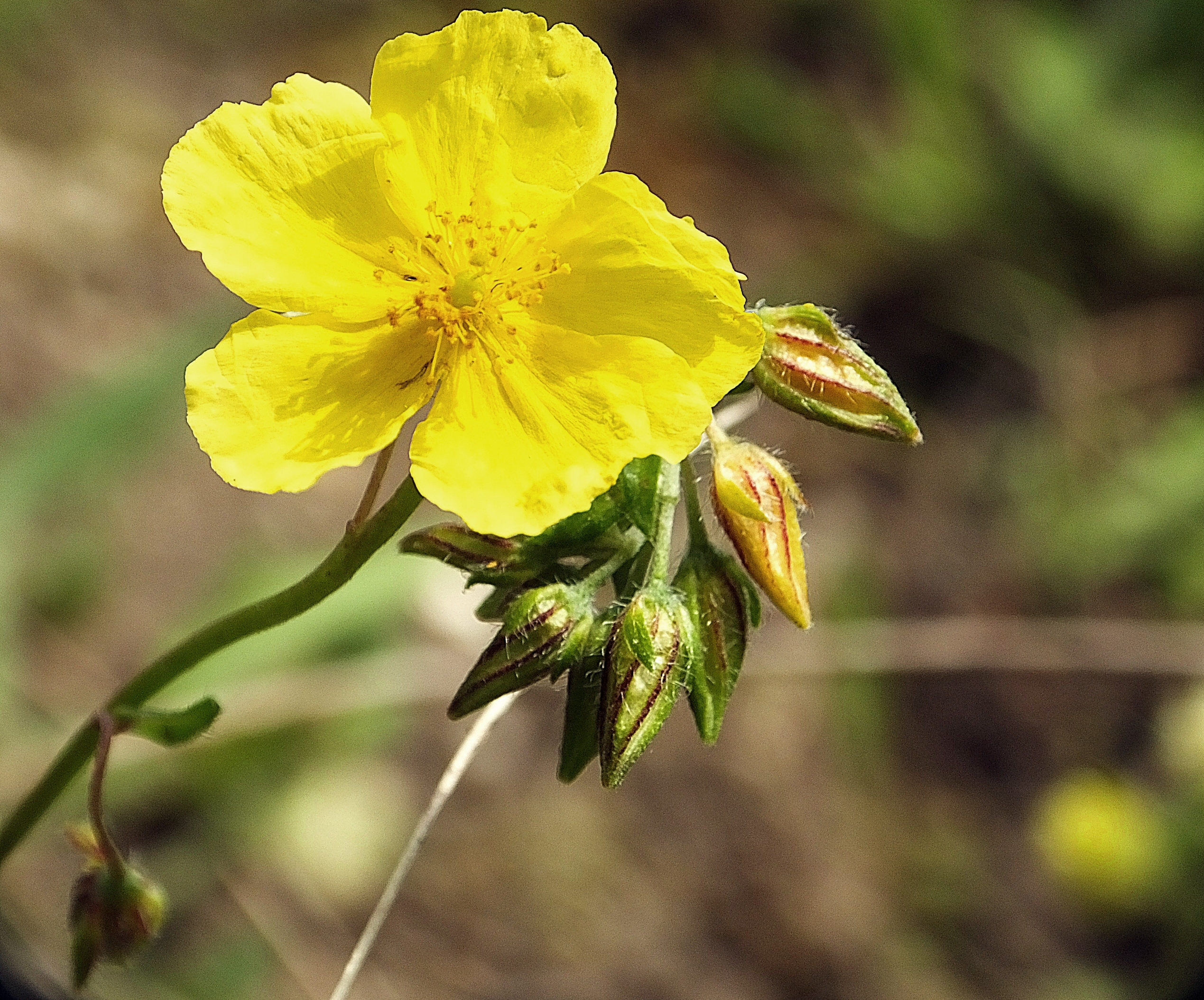
Bloem
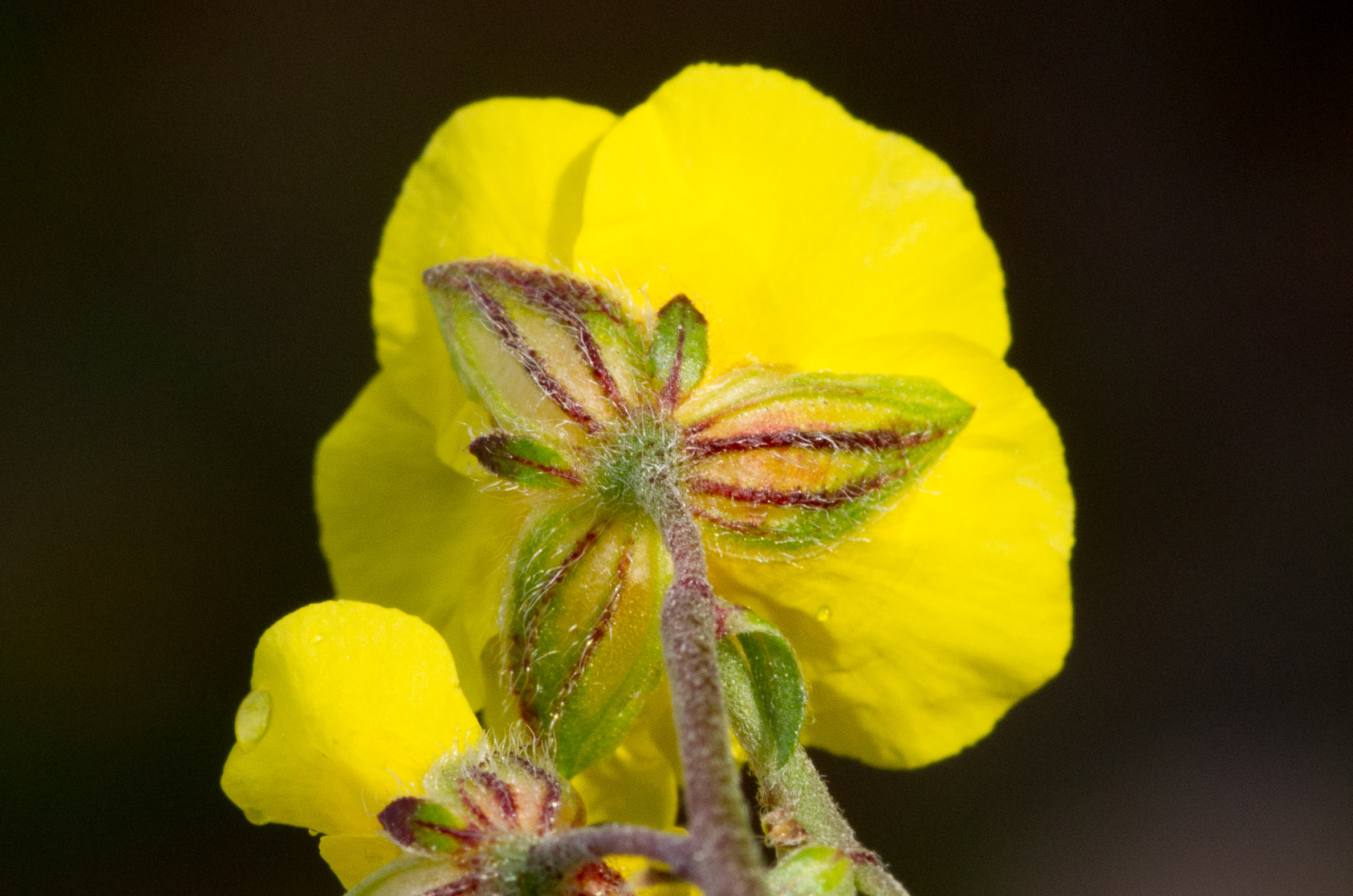
Kelk
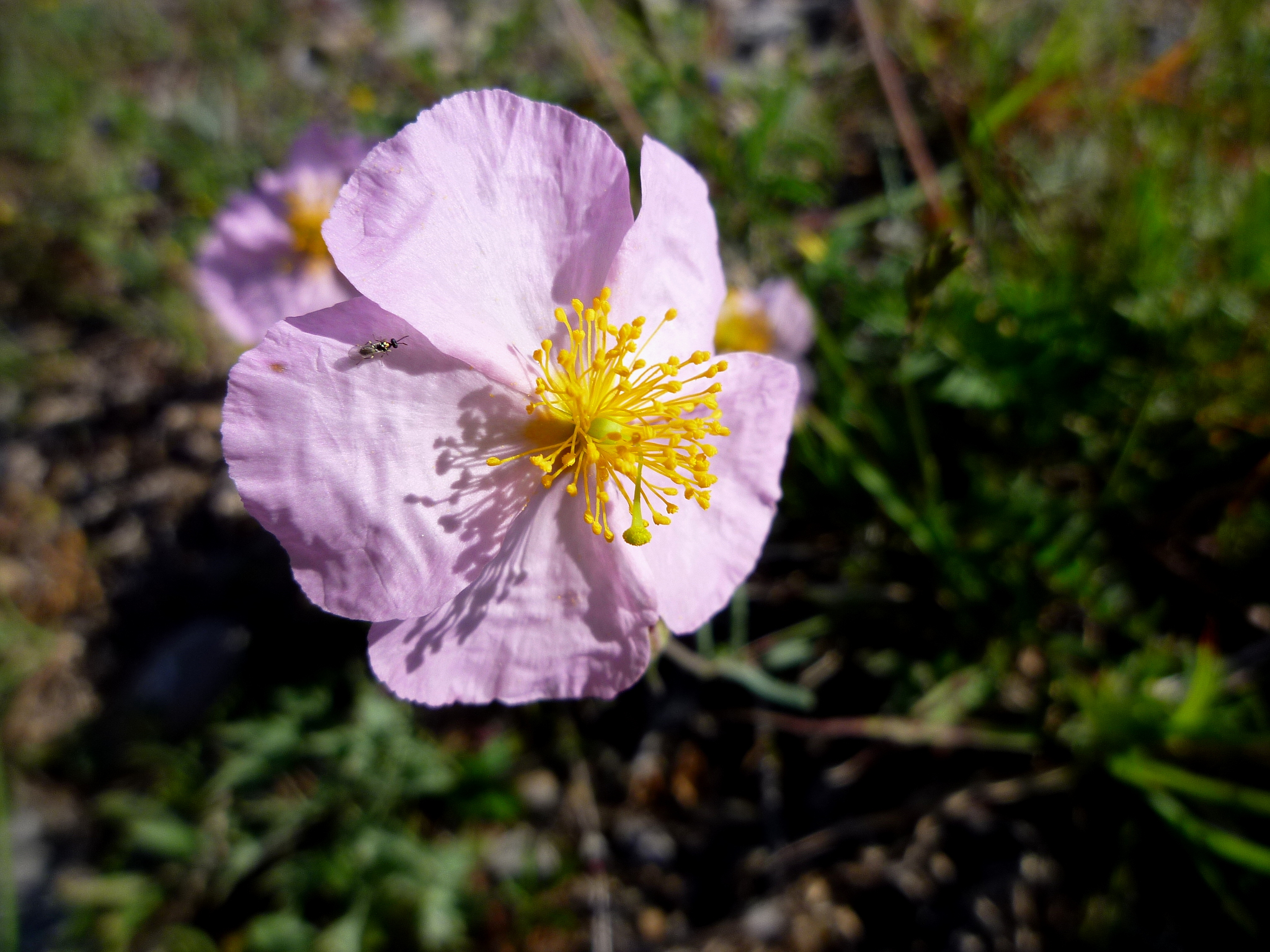
Bloem van een cultivar
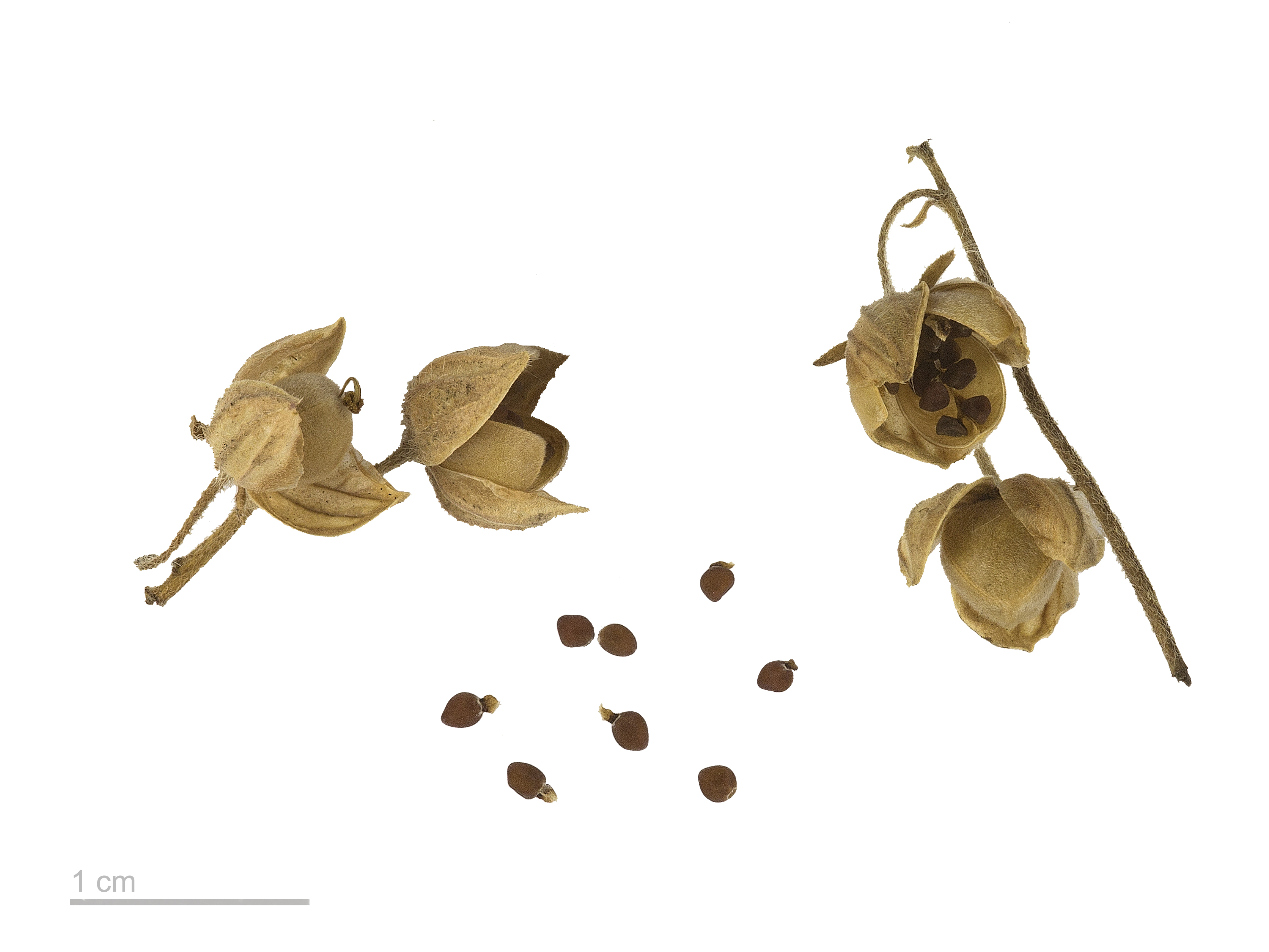
Helianthemum nummularium met kelk, doosvrucht en zaden

De plant komt in grasland voor op vrij droge, kalkrijke grond.

## Toepassingen
De plant wordt ook gebruikt in de siertuin. Er zijn cultivars met verschillende bloemkleuren, zoals wit, rood en roze.
De plant wordt voor fytotherapeutische doeleinden gebruikt.

## Plantengemeenschap
Het geel zonneroosje is een kensoort voor de klasse van kalkgraslanden (Festuco-Brometea), een klasse van plantengemeenschappen van bloemrijke, droge graslanden op kalkrijke bodems.
Het is ook een indicatorsoort voor het kalkgrasland, een karteringseenheid in de Biologische Waarderingskaart (BWK) van Vlaanderen en het Brussels Hoofdstedelijk Gewest met als code 'hk'.

## Ecologie
Het geel zonneroosje is waardplant van de dagvlinders groot spikkeldikkopje, groentje en bruin blauwtje, de nachtvlinders weegbreebeer en zwartvlakworteluil en de microvlinders Coleophora potentillae, Coleophora ochrea en Mompha miscella.

## Ondersoorten
Sommige botanici onderscheiden de volgende ondersoorten:
- H. nummularium subsp. nummularium
- H. nummularium subsp. obscurum = H. ovatum
- H. nummularium subsp. ovatum
- H. nummularium subsp. glabrum
- H. nummularium subsp. grandiflorum